# Udbytte (finans)
 For alternative betydninger, se Udbytte. (Se også artikler, som begynder med Udbytte)
Inden for finansiel økonomi er udbytte på et værdipapir et mål for det afkast, som ejeren af værdipapiret får udbetalt. Det er en af afkastkomponenterne ved en investering, hvor resten af det samlede afkast består af ændringen iaktivets markedspris, dvs. en (evt. negativ) kapitalgevinst. Udbytte anvendes i forbindelse med særlige værdipapirer, især forskellige typer aktier og tilsvarende typer ejerbeviser.
Der er forskellige typer af udbytter, og metoderne til beregning af udbytte varierer også.
Udbytte der betales af et aktieselskab til aktionærerne, kaldes dividende.
| Økonomi | Spire Denne artikel om økonomi er en spire som bør udbygges. Du er velkommen til at hjælpe Wikipedia ved at udvide den. |